# Geoffrey Palis

a Compétitions nationales et continentales officielles uniquement.

b Matchs officiels uniquement.
Dernière mise à jour le 8 avril 2021.
Geoffrey Palis, né le 8 juillet 1991 à Albi, est un joueur international français de rugby à XV qui évolue au poste d'arrière. Il joue au sein de l'effectif du Castres olympique.

## Biographie
Né à Albi, Geoffrey Palis est issu du rang des jeunes de Gaillac. Son père, Jean-Marc, a aussi commencé le rugby à Gaillac et a joué ensuite à Albi jusqu’en première division au poste de numéro 8. Geoffrey fait 8 ans de foot avant de se diriger vers le rugby à Gaillac.
Il rejoint ensuite le club d'Albi en junior. Ailier performant au pied, ses entraineurs le positionne à l'arrière. Lors de la saison 2010-2011, il dispute le tournoi des Six Nations des moins de 20 ans, disputant quatre rencontres et inscrivant deux essais, puis la coupe du monde où il joue cinq matchs et inscrit quinze points, deux essais, une pénalité et un drop.
Il est recruté par le Castres olympique en 2013, alors champion de France en titre, comme doublure de l'international Brice Dulin et pour pallier la retraite de Romain Teulet. Il répond aux attentes de son nouveau club, suppléant Dulin pendant les tests internationaux de l'automne et apportant un nombre de points important à son équipe. En janvier 2014, il est sélectionné en équipe de France pour le Tournoi des Six Nations 2014. Non retenu pour le match face à l'Angleterre, premier match du tournoi, son retour s'avère important pour le club de Castres confronté aux blessures et absences, Dulin en équipe de France, blessure à l'épaule pour Romain Martial. De nouveau présent à Marcoussis pour préparer la deuxième rencontre du tournoi, il est encore laissé à la disposition de son club. Il termine sa première saison avec Castres avec seize rencontres disputées en championnat, dont quinze titularisations, la plupart au poste d'arrière, inscrivant 103 points, quatre essais, 21 pénalités et dix transformations. En coupe d'Europe, il dispute quatre rencontres et inscrit trois points. Il est vice-champion de France Top 14 en 2014 avec le Castres Olympique contre Toulon double champion d'Europe. 
Le mois de septembre suivant, le sélectionneur Philippe Saint-André révèle un groupe de 74 joueurs suivis par l'encadrement de l'équipe de France afin de préparer la coupe du monde, groupe où figure Geoffrey Palis. Pour cette nouvelle saison, il est présenté comme le probable titulaire du poste d'arrière, Dulin ayan rejoint le Racing. Il dispute 17 rencontres de championnat, pour un bilan de 75 points, dont deux essais, et trois matchs de  coupe d'Europe, treize points marqués.
Il est sélectionné par les entraîneurs Fabrice Landreau et Philippe Rougé-Thomas dans un groupe de 27 joueurs pour une tournée des Barbarians français en Argentine avec deux matchs contre les Pumas. Il est titulaire lors du deuxième match, perdu 21 à 9.
En janvier 2016, il est opéré des adducteurs, cette opération ayant pour conséquence une absence annoncée à deux mois.
Le 13 juin 2016, Guy Novès l'appelle dans le groupe sélectionné en équipe de France pour disputer la tournée d'automne en Argentine sans les demi-finalistes du Top 14, mais il doit déclarer forfait avant le premier match des bleus. Il est remplacé dans le groupe France par Paul Jedrasiak.
Le 18 janvier 2017, il est rappelé par Guy Novès pour préparer le Tournoi des Six Nations avec l'Équipe de France.
Il est champion de France Top 14 en 2018 et finaliste 2022 avec le Castres Olympique contre Montpellier.

## Carrière

### En équipe nationale
Il honore sa première cape internationale en équipe de France le 3 février 2018 contre l'Irlande lors du Tournoi des Six Nations 2018, à la suite de la prise de fonction du nouveau sélectionneur Jacques Brunel.

## Palmarès

### En club
Avec le Sporting club albigeois
- Championnat de France de Pro D2 :
  - Finaliste barrage d'accession (1) : 2011
- Challenge Armand Vaquerin :
  - Vainqueur (1) : 2010

Avec le Castres olympique
- Championnat de France de première division (Top14) :
  - Champion (1) : 2018
  - Vice-champion (2) : 2014 et 2022
- Challenge Armand Vaquerin :
  - Vainqueur (2) : 2016 et 2019

### En sélection nationale

#### Tournoi des Six Nations
| Édition                      | Rang | Résultats France | Résultats Palis | Matchs Palis |
| ---------------------------- | ---- | ---------------- | --------------- | ------------ |
| Tournoi des Six Nations 2018 | 4e   | 2 v, 0 n, 3 d    | 0 v, 0 n, 3 d   | 3/5          |

Légende : v = victoire ; n = match nul ; d = défaite ; la ligne est en gras quand il y a Grand Chelem.